# آسیا ایرویز

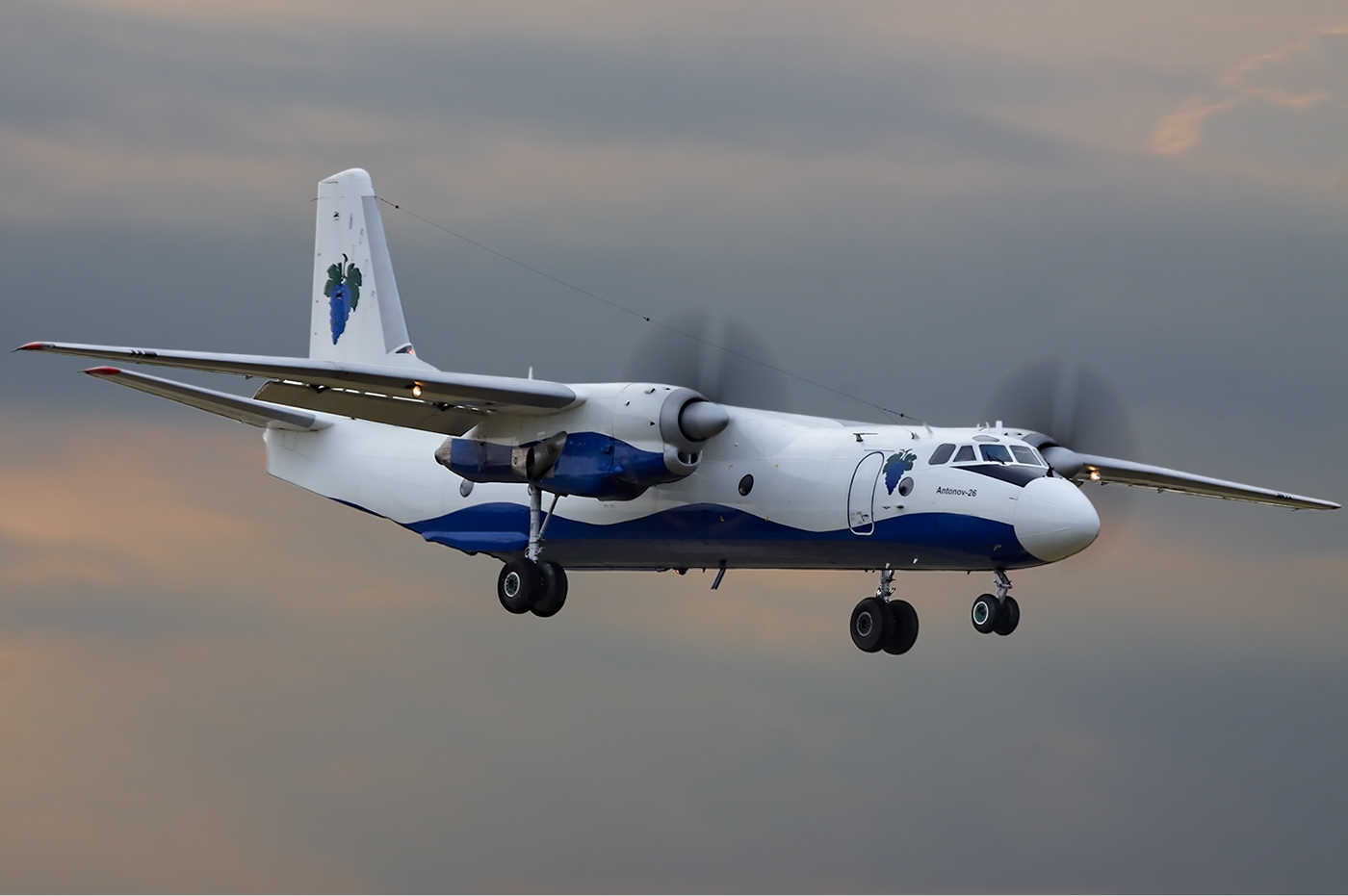
آسیا ایرویز

آسیا ایرویز (انگلیسی: Asia Airways) شرکت هواپیمایی تاجیک است که در دوشنبه، تاجیکستان قرار دارد. این شرکت خدمات مسافربری و باربری میان تاجیکستان و کشورهایی مانند افغانستان، هند، چین، قطر و ایران ارائه میدهد.

## ناوگان
بر اساس داده‌های سپتامبر ۲۰۱۴ میلادی، ناوگان سامان ایر به شرح زیر است: